# Baigneaux (Żyronda)
Baigneaux – miejscowość i gmina we Francji, w regionie Nowa Akwitania, w departamencie Żyronda.
Według danych na rok 1990 gminę zamieszkiwało 221 osób, a gęstość zaludnienia wynosiła 28 osób/km² (wśród 2290 gmin Akwitanii Baigneaux plasuje się na 956. miejscu pod względem liczby ludności, natomiast pod względem powierzchni na miejscu 1211.).